# Hiroki Narimiya
Hiroki Narimiya (成宮 寛貴) est un acteur japonais né le 14 septembre 1982 à Tōkyō .

## Biographie

### Carrière
Il fait ses débuts de comédien dans une pièce mise en scène par Amon Miyamoto intitulée Horobikaketa jinrui, sono ai no honshitsu wa dans le rôle de Kane, tirée de l'œuvre de Brad Fraser.
C'est en 2001, qu'il fait ses premiers pas face aux caméras dans un film à petit budget, Okoreru Sakana.
Mais le rôle qui le révélera au grand public sera celui de Noda Takeshi dans Gokusen (saison 1) en 2002. Il joue un lycéen à la limite de la délinquance remis sur le droit chemin par son professeur principale, aux côtés de Shun Oguri et Jun Matsumoto. Dès lors, il n'arrête pas et enchaîne les tournages de dramas et de films. La même année, il tient le rôle principal dans la série dramatique spéciale intitulée Okan wa uchu wo shihaisuru.
En 2003, il fait partie du casting d’Azumi, un film où il y interprète Ukiha, un des neuf compagnons de l'héroïne. On le voit aussi dans le drama Stand up! (en) aux côtés de son comparse Shun Oguri, ainsi que de  Yamashita Tomohisa et Kazunari Ninomiya (membre du groupe Arashi).

### Icone de mode
En outre, il attire l'attention dans le milieu de la mode en qualité de « fashion leader » chez les jeunes en présentant des lignes de vêtements réalisées selon ses propres conceptions, ou en collaboration avec des stylistes. Notamment dans le domaine de la coiffure masculine, la coupe « Narimiya Cut » s'est imposée chez les jeunes japonais. En automne 2003, il participe en tant que modèle à la présentation de la collection de haute couture de Tokyo.
Par ailleurs, il fait la couverture plus de dix fois par an de revues de mode et d'autres types de revues. Il est extrêmement sollicité en qualité de modèle par de grandes marques étrangères dans le secteur de la mode comme en témoigne notamment le Prix 2005 Crystallized Style Award (Organisé par la société Swarowski) qui lui est décerné cette année-là.

### Diversité et reconnaissance
Il élargit la sphère de ses activités artistiques en 2004 en jouant son premier rôle principal dans la pièce de Shakespeare intitulée Oki ni mesumama et mise en scène par Yukio Ninagawa.
En 2005, il reçoit pour son travail un Élan d'Or, récompense pour ses performances des plus prometteuses en tant qu'acteur.
Il incarne le personnage de Tooru Kai dans la saison 11 du drama Aibou, qui sera diffusé sur TV Asahi en octobre.

### Interruption de sa carrière
En 2016, suite au harcèlement de différents magazines people contre l'acteur, Hiroki Narimiya décide de mettre fin à sa carrière. Il annonce l'arrêt de ses activités en décembre 2016.

### Retour sur la scène médiatique
En septembre 2024, la presse annonce qu'il serait de retour dans l'industrie du divertissement sous son vrai nom, Narimiya Hiroshige, et aurait repris ses activités. Le 4 novembre de la même année, il apparaît lors d'un talk-show organisé à l'hippodrome de Suminoe ; il s'agit de sa première apparition publique en huit ans. Au cours du talk-show, il révèle avoir repris sa carrière d'acteur et tourne actuellement une série.

## Filmographie

### Films
| Film  | Film                                           | Film                              | Film            |
| Année | Titre                                          | Rôle                              | Notes           |
| ----- | ---------------------------------------------- | --------------------------------- | --------------- |
| 2001  | Oboreru sakana                                 | Hotaro                            |                 |
| 2001  | Ikisudama                                      |                                   |                 |
| 2003  | Lovers' Kiss                                   | Tomosho Fujii                     |                 |
| 2003  | Azumi                                          | Ukiha                             |                 |
| 2003  | Ainokarada                                     |                                   |                 |
| 2004  | Kagen no Tsuki                                 | Tomoki Anzai                      |                 |
| 2004  | Shinkokyu no Hitsuyou                          | Daisuke Nishimura                 |                 |
| 2005  | Arashi no Yoru ni                              | Mei                               | voix            |
| 2005  | Nana                                           | Nobuo Terashima                   |                 |
| 2005  | Rampo Noir                                     | Tooru                             |                 |
| 2005  | Tantei Jimusho 5                               | Tantei 591                        |                 |
| 2006  | Tsubakiyama kacho no Nanoka-kan                | Hiromi Takeuchi                   |                 |
| 2006  | Akihabara@DEEP                                 | Page                              |                 |
| 2006  | Nana 2                                         | Nobu                              |                 |
| 2006  | Sakuran                                        | Sojiro                            |                 |
| 2007  | Unfair: The Movie                              | Toda                              |                 |
| 2009  | Halfway                                        | Harufuwei                         |                 |
| 2009  | Lala Pipo: a lot of people                     | Kenji                             | Rôle principale |
| 2009  | The Code: (Za kodo: Ango)                      | Détective 591                     |                 |
| 2009  | Drop                                           | Hiroshi Shinanogawa               |                 |
| 2010  | A Lone Scalpel (Kokou no Mesu)                 | Kohei Nakamura                    |                 |
| 2010  | The Negotiator (Koshonin The Movie)            |                                   |                 |
| 2010  | Bakamono (The Idiots)                          | Hide                              |                 |
| 2012  | Ace Attorney (Gyakuten Saiban)                 | Ryuichi Naruhodo (Phoenix Wright) |                 |
| 2012  | The Floating Castle (Nobo no Shiro)            | Sakamaki                          |                 |
| 2013  | The Complex (Kuroyuri Danchi)                  | Shinobu Sasahara                  |                 |
| 2014  | Partners: The Movie III (Aibou Gekijo-ban III) | Tooru Kai                         |                 |

### Dramas
| Drama | Drama                                             | Drama                 | Drama            |
| Year  | Title                                             | Rôle                  | Notes            |
| ----- | ------------------------------------------------- | --------------------- | ---------------- |
| 2001  | Kindaichi Shonen no Jikenbo 3                     | Egeha Matarame        | épisodes 4 et 5  |
| 2002  | Gokusen                                           | Takeshi Noda          |                  |
| 2002  | Kisarazu Cat's Eye                                | Sasaki Jun            |                  |
| 2002  | Salaryman Kintaro 3                               | Suichi Matuyama       | épisode 3        |
| 2002  | Shounentachi 3                                    |                       |                  |
| 2003  | Trick 3 (TV Asahi /2003) -                        | Seichi Kishimoto      | épisodes 9 et 10 |
| 2003  | Koko Kyoshi (High School Teacher)                 | Yuji Kamiya           |                  |
| 2003  | Stand Up!!                                        | Hayato Udagawa        | Rôle principal   |
| 2004  | Ranpo R                                           | Yuji                  | épisode 3        |
| 2004  | Orange Days                                       | Shohei Aida           |                  |
| 2004  | Honto ni Atta Kowai Hanashi                       | Koji                  | épisode 2        |
| 2005  | M no Higeki                                       | Shimoyanagi Kouichi   |                  |
| 2005  | Ima Ai ni Yukimasu                                | Aio Takumi            |                  |
| 2005  | Ai no Uta                                         | Yaginuma Yusuke       |                  |
| 2005  | Onna no Ichidaiki: Sugimura Haruko                | Ishiyama Toshihiko    |                  |
| 2006  | Switch wo Osutoki                                 | Yohei Minami          |                  |
| 2006  | Komyo ga Tsuji                                    | Toyotomi Hidetsugu    |                  |
| 2006  | Saiyuuki                                          | Shushu / Keisho-Majin | épisode 6        |
| 2007  | Akuma ga Kitarite Fue wo Fuku                     | Mishima Totaro        |                  |
| 2007  | Karei naru Ichizoku                               | Ichinose Yoshihiko    |                  |
| 2007  | Teresa Teng Monogatari                            |                       |                  |
| 2007  | Sushi Oji!                                        | Ichiyanagi Hiroshi    |                  |
| 2007  | Hadashi no Gen                                    | Yoshida Seiji         |                  |
| 2007  | Swan no Baka                                      | Kawase Mitsuru        |                  |
| 2008  | Hachimitsu to Clover                              | Morita Shinobu        |                  |
| 2008  | Nadeshiko Tai                                     |                       |                  |
| 2008  | Innocent Love                                     | Subaru Segawa         |                  |
| 2008  | Bloody Monday                                     | J                     |                  |
| 2008  | Shiawase no Soup wa Ikaga?                        | Tao Tetsuya           |                  |
| 2009  | Daremo Mamorenai                                  | Nakahara Koji         |                  |
| 2009  | The Quiz Show 2                                   | Miyamoto Kenji        | épisode 3        |
| 2009  | Toshi Densetsu Sepia                              | Saeki Takehiko        |                  |
| 2009  | Tokyo DOGS                                        | Tanashima Hideo       | épisode 1        |
| 2009  | News Sokuho wa Nagareta                           |                       |                  |
| 2010  | Bloody Monday Season 2                            | J                     |                  |
| 2010  | Bad Boy and Good Girl (Yankee-kun to Megane-chan) | Daichi Shinagawa      |                  |
| 2010  | Veterinarian Dolittle (Juui Dolittle)             | Masaru Hanabishi      |                  |
| 2011  | Hi wa Mata Noboru                                 | Yagisawa Takahiko     |                  |
| 2011  | Saigo no Bansan                                   | Yagisawa Takahiko     |                  |
| 2012  | Ikkyu-san                                         |                       |                  |
| 2012  | Umechan Sensei                                    | Yoshioka Satoshi      |                  |
| 2012  | Mou Yuukai Nante Shinai                           | Yamabe Seiji          |                  |
| 2012  | A Tree In The Sun (Hidamari no Ki)                | Ryoan Tezuka          |                  |
| 2012  | Aibou: Season 11                                  | Tooru Kai             |                  |
| 2013  | Aibou: Season 12                                  | Tooru Kai             |                  |
| 2013  | Ikkyu-san 2                                       | Shinemon              |                  |
| 2016  | Kaitō Yamaneko (怪盗 山猫)                        | Hideo Katsumura       |                  |

## Théâtre
- 2000:
  - Horobikaketa jinrui, sono ai no honshitsu wa il joue le rôle de Kane, mise en scène par Amon Miyamoto.
- 2003:
  - Nightfall (黄昏 Tasogare?)
- 2004:
  - Oki ni mesu mama (お気に召すまま) ou Comme il vous plaira de William Shakespeare, il interprète le rôle principal, une femme (Rosalinda) au côté d'Oguri Shun (Orlando). Cette pièce est mise en scène par Yukio Ninagawa.
  - Roningai
  - Madame Melville (Carl)
- 2005:
  - Kitchen, mise en scène par Yukio Ninagawa.
- 2011:
  - Taiyou ni Yakarete (Burnt by the Sun)[10], la pièce est dirigée par Tamiya Kuriyama. Hiroki Narimiya (Mitya) joue le principal avec Kaga Takeshi (Kotov). Ce rôle lui a permis de montrer ses talents de chanteur et de danseur de claquettes.

## Autre

### Publicité
- 2002:
  - J-PHONE
- 2003:
  - House Food (ビストロシェフ)
- 2004:
  - JAL (北海道キャンペーン)
  - Vodafone
- 2005:
  - House Food (新・カレーライス宣言)
- 2009:
  - hoyu Men's Beauteen
  - Sea breeze
- 2010:
  - Norton Internet Security[11]
- 2011:
  - Philips
- Mt.Rainer Double Expresso[12]

### Livre photo
- 2008: Kagen no Tsuki
- 2009: Narimiya Deshita
- 2010: Milk
- 2011: Anniversary book 10[13]
- Rah-Rah

### jeux vidéo
- Yakuza 4: personnage Masayoshi Tanimura (voix et ressemblance)
- Professeur Layton contre Ace Attorney: personnage Ryuichi Naruhodo (Voix)[14]

## Récompenses
- 2005:
  - prix du meilleur espoir
  - prix crystallized style award
- 2013:
  - 16th Nikkan Sports Drama Grand Prix: Meilleur second rôle masculin pour Aibou 11 (nommé)[15]